# Коттке, Дэниел
Дэниел Коттке (англ. Daniel Kottke, род. 4 апреля 1954, Бронксвилль, Нью-Йорк, США) — американский компьютерный инженер, один из первых сотрудников компании Apple Inc.
Коттке был близким другом Стива Джобса ещё до основания Apple. Джобс и Коттке познакомились во время учёбы в Рид-колледже. В 1974 году в поисках духовного просветления они совершили путешествие в Индию. Вместе с соучредителем Apple Стивом Возняком, Коттке собрал и протестировал в гараже Стива Джобса первый компьютер Apple I. Коттке проработал в Apple 8 лет. Он принял участие в создании Apple II, Apple III и Macintosh, а также клавиатуры Macintosh. Apple II приобрёл большую популярность, став одним из самых продаваемых персональных компьютеров конца 1970-х — начала 1980-х годов.
Коттке проживает в Пало-Альто, Калифорния. Он является продюсером и ведущим шоу The Next Step на кабельном телевидении. Основные темы программы: высокие технологии, духовность, интернет и социальные сети.